# 19633 Rusjan
19633 Rusjan (1999 RX42) là một tiểu hành tinh vành đai chính. Nó được đặt theo tên Edvard Rusjan, the first Slovene airplane constructor và aviator.